# 今野公士
今野 公士（こんの きみひと）は、日本の医師。新潟県出身、日本眼科学会専門医。

## 経歴
- 平成10年 - 杏林大学医学部卒業
- 平成10年 - 杏林大学医学部付属病院 脳神経外科 入局
- 平成12年 - 杏林大学医学部付属病院 眼科学教室 転局
- 平成16年 - 杏林アイセンター 専門外来チーフ就任
- 平成18年 - 神奈川クリニック 院長就任
- 平成25年 - 杏林大学医学部付属病院眼科学教室 医局長
- 平成28年 - 眼科手術開業医の会 会長
- 現在 - 医療法人社団インフィニティメディカル理事長、杏林アイセンター眼瞼涙器外来チーフ（兼任）、日本涙道・涙液学会理事

## 学会役職
- 日本涙道・涙液学会理事
- 第7回日本涙液涙道学会総会 会長

## 所属学会
- 日本眼科学会
- 日本涙道涙液学会
- 日本眼形成再建外科学会
- 日本義眼床形成学会
- 日本角膜学会
- 日本白内障屈折矯正手術学会
- 日本眼科手術学会

## 著書
- 『眼科検査ガイド第2版』文光堂 2016
- 『涙道内視鏡入門！知りたかったすべてがここにある！』メジカルビュー社 2015
- 『眼手術学』文光堂
- 『専門家医のための眼科診療クオリファイ（眼付属器とその病理）』中山書店